# Наомі Гроссман
Наомі Гроссман (англ. Naomi Grossman; нар. 6 лютого 1975, Денвер, Колорадо, США) — американська акторка, письменниця, сценаристка та продюсерка. Світову впізнаваність і славу здобула завдяки ролі Пеппер у телесеріалі-антології каналу FX «Американська історія жаху».

## Біографія
Наомі Гроссман народилась 6 лютого 1975 року в Денвері штату Колорадо. Ще з ранніх років грала в театрі, а після середньої школи навчалась в Аргентині, де закінчила Північно-Західний театральний університет. Також входила до імпровізаційно-комедійної трупи в Groundlings в Лос-Анджелесі. Після розірвання контракту з ними, Наомі призупинила акторську кар'єру і почала займатись викладацькою діяльністю — читала уроки іспанської мови. Разом з тим, вона пише книги на сценарії фільмів, надихаючись Лілі Томлін, Трейсі Уллман, Джільду Раднер та Керол Бернетт.

## Кар'єра
Гроссман почала свою акторську кар'єру з 1990 року, граючи невеличкі ролі у телевізійних проєктах. Разом з тим, вона грала й у театральних виставах. Коли пропозиції зніматись в кіно перестали надходити, Наомі вирішила відправитись на прослуховування у серіал «Американська історія жаху: Притулок». Згодом, отримала там роль Пеппер — мікроцефалки та пацієнтки психіатричної лікарні. Для ролі акторка навіть повністю поголилась. Серіал стартував у 2012 році.
Вже у 2014 році було заявлено, що героїня Гроссман повернеться до серіалу в четвертому сезоні серіалу — «Американська історія жаху: Шоу виродків». Це один із небагатьох випадків, коли один і той же герой з'являється в різних сезонах серіалу.

## Вибрана фільмографія
| Рік       |   | Українська назва                        | Оригінальна назва                 | Роль          |
| --------- | - | --------------------------------------- | --------------------------------- | ------------- |
| 1998      | с | Сабріна — юна відьма                    | Sabrina, the Teenage Witch        | чирлідерка    |
| 1999      | ф | Це все вона                             | She's All That                    | масовка       |
| 2012—2013 | с | Американська історія жаху: Притулок     | American Horror Story: Asylum     | Пеппер        |
| 2014      | с | Американська історія жаху: Шоу виродків | American Horror Story: Freak Show | Пеппер        |
| 2018      | с | Американська історія жаху: Апокаліпсис  | American Horror Story: Apocalypse | Саманта Кроу  |
| 2020      | ф | Небесні акули                           | Sky Sharks                        | Наталі Рошфор |
| 2025      | ф | Легенда                                 | Him                               |               |

## Нагороди
- 2014 — The Golden Egg Film Festival (Найкраща акторка) «Американська історія жаху»

1. ↑  https://www.formulatv.com/personas/naomi-grossman/